# Motorsport i Portugal
Portugal är ett land med stort motorsportintresse, men som aldrig haft förare som kunnat ge landet internationella framgångar.

## Verksamhet

### Portugals Grand Prix
Portugals Grand Prix var från början ett stadslopp i Lissabon för sportvagnar, men kom sedan att bli en VM-deltävling i formel 1 på Monsanto Park och Circuito da Boavista i Porto. Efter tre år mellan 1958 och 1960 försvann Portugals Grand Prix från VM-kalendern, och även om det hölls tre tävlingar med sportvagnar på Cascaisbanan under namnet, så minskade intresset snart i den fasciststyrda republiken.
Efter att fascisterna blivit störtade 1974, så togs den konkursfärdiga banan Autódromo do Estoril över av staten, som finansierade en snabb upprustning av faciliteterna, vilket möjliggjorde arrangemang av internationella evenemang, och 1984 fick banan arrangera den säsongens avslutande deltävling i formel 1, som såg Niki Lauda vinna VM över Alain Prost med en halv poängs marginal.
Formel 1 återkom till Estoril i ytterligare tolv säsonger, men banan stod inte värd för finalen någon mer gång. Banans design var populär bland förarna, för de åtskilliga snabba kurvorna, något som dock minskades med en ombyggnation till tävlingen 1994.
Efter tävlingen 1996 skulle banan uppgradera sina faciliteter, som hamnat en bra bit efter andra banor, men ombyggnationen gick så långsamt att det inte fanns någon plats kvar på kalendern när den var färdig.

### Portugisiska rallyt

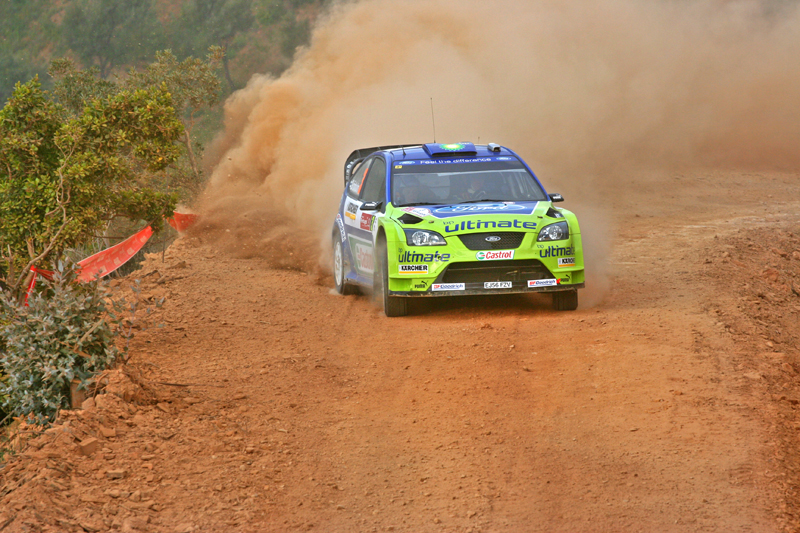
Marcus Grönholm i Portugisiska rallyt 2007.

Rally Portugal kördes första gången 1967, och intresset har varit enormt ända sedan dess. Ofta har sträckor tvingats strykas sedan åskådare invaderat grusvägarna. I det portugisiska rallyt 1986 dog flera åskådare av att ha blivit påkörda av en tävlingsbil, och ofta har massor av människor befunnit sig alldeles för nära vägen. Under några års tid i början av 2000-talet var rallyt utanför VM-kalendern, innan den återvände på basis av vartannat år 2007, innan den inkluderades två raka säsonger 2009 och 2010.
Portugal arrangerar även två övriga rallyn som är internationellt erkända. De går på Madeira och Azorerna, och ingår i Intercontinental Rally Challenge. Portugal har aldrig haft några lyckade internationella rallyförare, och bara en portugis har vunnit tävlingen när den ingått i VM, men Joaquim Moutinhos vinst 1986 berodde på att de utländks teamen drog sig ur efter dödsolyckan med publiken.

### Roadracing
Portugal arrangerar en årlig deltävling i MotoGP och Superbike-VM. Estoril har hand om det årligen största arrangemanget, vilket är Portugals Grand Prix i roadracing. Tävlingens position på året varierar ofta, men den har en tendens att bjuda på riktigt bra racing i de flesta fallen. 2006 skilde det 0,002 sekunder mellan vinnaren Toni Elías och tvåan Valentino Rossi i mål i MotoGP-klassen. Den begränsade åskådarkapaciteten gör att Portugal inte når upp till publiksiffrorna som i grannen Spanien, men likafullt är loppet populärt att besöka.
Autódromo Internacional do Algarve fick kontrakt att arrangera Superbike-VM från säsongen 2008, vilket var banans första internationella tävling. Efter att ha arrangerat finalen två år i rad flyttades tävlingen till våren inför 2010.

### Övriga evenemang
Portugal arrangerar en årlig deltävling i WTCC, och tävlingen roterar mellan olika banor. Varje udda år körs tävlingen på den nya Boavista-sträckningen i Porto, men staden är inte villiga att arrangera tävlingen varje år, vilket har gjort att Algarve tilldelats arrangemanget för de jämna årtalen. Circuito Vasco Sameiro utanför Braga arrangerade European Touring Car Cup 2009.

### Förare

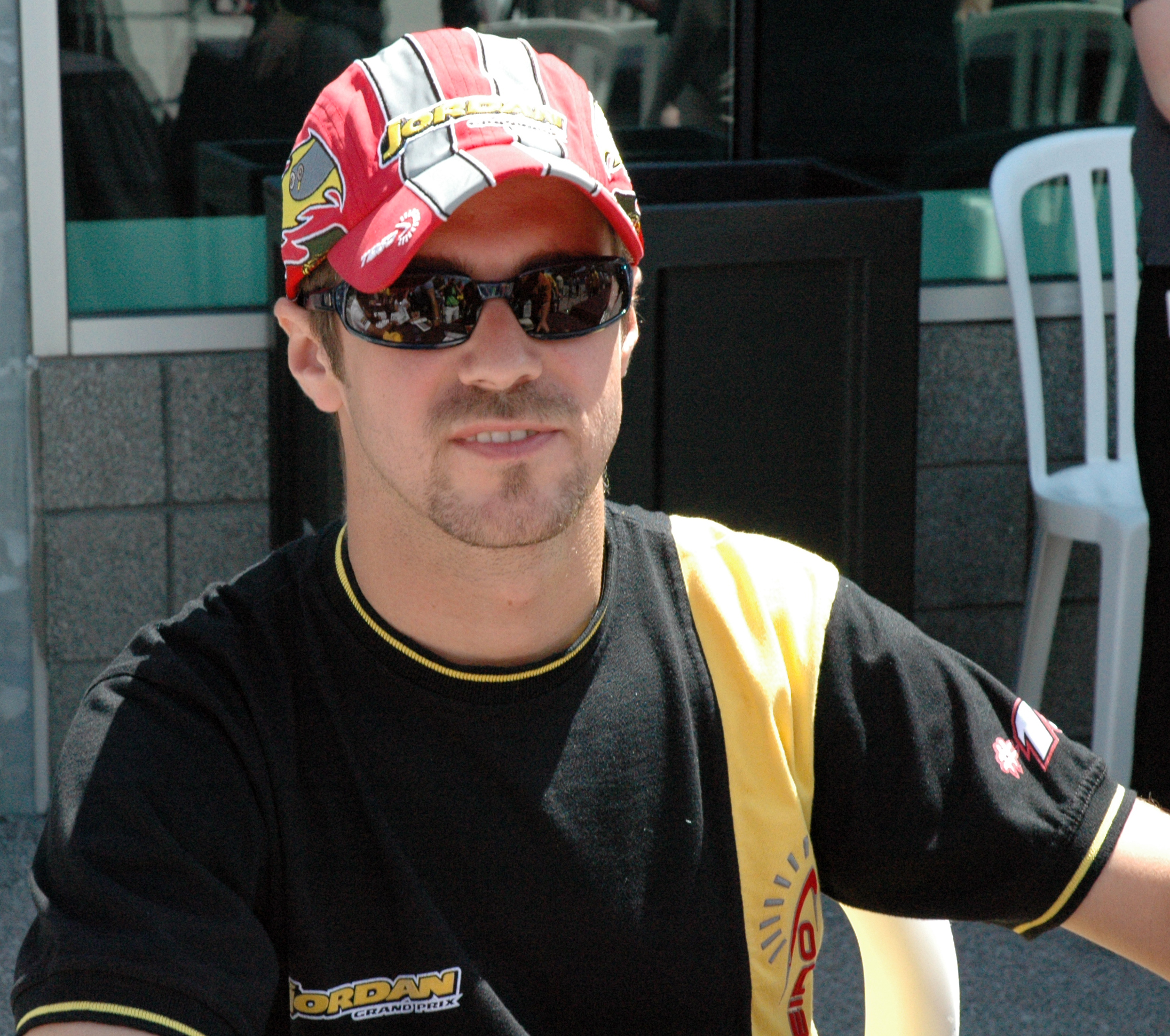
Tiago Monteiro, samma helg som han tog en oväntad pallplats i USA:s Grand Prix 2005.

Tiago Monteiro slutade trea i det farsartade USA:s Grand Prix 2005, då han var en av enbart sex förare som startade tävlingen efter däcksproblem för övriga förare. Pedro Lamy blev sexa i Australiens Grand Prix 1995 för Minardi, men kom senare att bli sportvagnsförare istället, bland annat med Peugeot. Portugisiska framgångar på banan har varit relativt begränsade genom åren, men Monteiro har vunnit ett flertal heat i WTCC.

### Banor
- Algarve
- Estoril
- Braga